# دارکوب خاکستری
دارکوب خاکستری (نام علمی: Mulleripicus fulvus) گونه‌ای دارکوب بومی اندونزی است که در جنگل‌های مرطوب گرمسیری یا نیمه گرمسیری یا نواحی مرطوب کوهستانی این کشور زندگی می‌کند.